# 北薩広域公園
北薩広域公園（ほくさつこういきこうえん）は鹿児島県薩摩郡さつま町虎居（旧宮之城町虎居）にある鹿児島県立の都市公園（広域公園）である。指定管理者制度に基づき鹿児島県地域振興公社が管理・運営している。宮之城の特産品の竹を使用した建物が多いのが特色である。
命名権により、2023年9月1日から3年間にわたって愛称が「Niterra日特スパークテックWKS公園」になった。

## 概要
北薩広域公園は鹿児島県に3つある広域公園のひとつである（残る2つは大隅広域公園と吹上浜海浜公園）。
北薩広域公園は川内川に面している。川の湾曲部の内側にはかつて虎居城があった。公園内には虎居城をモチーフにした大型冒険遊具など大人でも楽しめる遊具があるのが特色であり、特産品の竹を使った講座なども行われる。

## 施設

### 無料施設
- 大型冒険遊具
- 展望台
- 芝生広場
- 峠の茶屋
- 林間広場
- 体験工房
- 里の家
- 炭焼き窯
- 桜園
- 花園
- 歳時記の庭
- 管理事務所
- 売店
- 市の庭
- 野鳥観察施設

### 有料施設
- キャンプ場
- 多目的広場

## 沿革
- 1991年（平成3年）10月    - 建設位置決定。
- 1993年（平成5年）11月1日 - 都市計画決定。
- 1993年（平成5年）12月9日 - 事業認可。
- 2002年（平成14年）4月20日 - 一部完成（ふるさとゾーン）[7]
- 2004年（平成16年）- 整備計画の見直しを行う[8]
- 2006年（平成18年）- 平成18年7月豪雨により川内川河岸侵食の被害を受ける。歴史ゾーンに隣接する箇所に洪水被害の低減を目的とした「推込（しごめ）分水路」を作る[8]
- 2016年（平成28年）10月14日 - 「のびのびゾーン」供用開始[7][8]
- 2023年（令和5年）9月1日 - 愛称が「Niterra日特スパークテックWKS（ワークス）公園」になる。

今後、川内川左岸の虎居城跡に「歴史ゾーン」を整備する予定になっている。

## 交通アクセス
車を利用する場合：
- 鹿児島市内から国道328号経由で約1時間10分
- 薩摩川内市から国道267号経由で約30分
- 出水から国道328号経由で約30分
- 鹿児島空港から国道504号経由で約40分

バス：
- 鹿児島市内からJR九州バス北薩線の「文化センター」バス停
- 川内駅から鹿児島交通川内・宮之城線の「文化センター」バス停
- 鹿児島空港から南国交通空港連絡バスの「虎居町」バス停

## 周辺
- かぐや姫の里（公園）